# Lichtenegg (Gemeinde Bärnbach)
Lichtenegg ist ein Ort in der Weststeiermark sowie eine Streusiedlung der Stadtgemeinde Bärnbach im Bezirk Voitsberg in der Steiermark. Seine Geschichte lässt sich bis in das späte 16. Jahrhundert zurückverfolgen.

## Ortsname und Geographie
Der Name Lichtenegg bedeutet so viel wie am hellen oder von der Sonne beschienenen Geländevorsprung.
Lichtenegg befindet sich im östlichen Teil der Stadtgemeinde Bärnbach sowie im südöstlichen Teil der Katastralgemeinde Hochtregist an den Hängen östlich des Tregistbaches. Südwestlich befindet sich die Streusiedlung Tregisttal, im Nordwesten befindet sich die Rotte Hochtregist. Südwestlich liegt die zur Marktgemeinde Stallhofen gehörende Streusiedlung Aichegg während die zur Stadtgemeinde Voitsberg gehörende Streusiedlung Lobmingberg im Süden liegt.

## Geschichte
Der heutige Ort entstand im Hochmittelalter aus Einzelhöfen mit Einödflur, welche  auf einem Rodungsgebiet errichtet worden waren. Die erste urkundliche Erwähnung als am Liechtnekk stammt aus dem Jahr 1599. Eine weitere urkundliche Erwähnung als Lichtenegg stammt aus der Zeit um 1790.
Die Einwohner des Ortes gehörten bis zur Abschaffung der Grundherrschaften im Jahr 1848 zum Amt Voitsberg sowie zur Herrschaft Herbersdorf bei Wildon. Lichtenegg gehörte zum Werbbezirk der Herrschaft Piber.
Bei der Konstituierung der freien Gemeinden im Jahr 1850 wurde Lichtenegg Teil der freien Ortsgemeinde Hochtregist. Zusammen mit dem restlichen Gemeindegebiet von Hochtregist kam der Ort schließlich im Jahr 1952 zur Gemeinde Bärnbach.